# Kieskoning
Een kieskoning is een gekozen koning. Er zijn meerdere voorbeelden bekend van constituties waarin de koning wordt of werd gekozen.

## Kieskoningen in de 21e eeuw
VaticaanstadDe paus is een koning en de kardinalen die hem kiezen zijn zijn kroonprinsen.
MaleisiëDe sultans van de monarchieën die samen Maleisië vormen, kiezen de "hoogste regeerder" of Yang di-Pertuan Agong, die gewoonlijk de koning of koningin wordt genoemd.

## Kieskoningen in het verleden
Het Heilige Roomse RijkDe keurvorsten kozen een Rooms Koning die tot Keizer van het Heilige Roomse Rijk van de Duitse Natie kon worden gekroond.
PolenVan 1572 tot 1795 kozen de Polen op hun Poolse landdag een koning wanneer de troon vacant was.
SpartaIn de oudheid kozen de Spartanen twee koningen.